# Antenne Sachsen
Antenne Sachsen ist ein privater Hörfunksender aus Sachsen. Sendestart war der 1. April 1993. Antenne Sachsen durchlebte 2 große Relaunchs. So wurde der Sender am 4. August 1998 in Hit-Radio Antenne Sachsen umbenannt. Seit dem 12. Juli 2004 wurde der Sender durch Hitradio RTL ersetzt. Am 3. April 2023 erfolgte der Neustart per DAB+. Der Hauptsitz von Antenne Sachsen ist im Dresdner Ammonhof. Dort hat der Sender mit Radio Dresden und Hitradio RTL den gemeinsamen Sitz.
Das Programm von Antenne Sachsen stammt von der Broadcast Sachsen GmbH & Co. KG, die unter anderem Hitradio RTL sowie auch die sechs Hörfunkwellen des Sachsen Funkpakets bestückt. Das Repertoire des Senders folgt dem Slogan „70er, 80er und die schönsten Schlager“.

## Allgemeine Informationen
Antenne Sachsen strahlt ein 24-Stunden-Vollprogramm aus. Das Programm wird den Hörerwünschen und -bedürfnissen sowie den Ergebnissen der Marktforschung entsprechend angepasst. Als Schwerpunkt überträgt der Sender das Adult-Contemporary-Format, da als Zielgruppe besonders die 30- bis 49-jährigen Hörer von Interesse sind. Eckpunkte im Programm sind Nachrichten immer zur vollen Stunde, am Morgen Schlagzeilen immer zur halben Stunde, sowie der Verkehrsservice. Außerdem organisiert der Sender Aktionen, Events und Unterhaltungsveranstaltungen sowie Sendungen für Familien.
Das gesamte Programm von Antenne Sachsen wird in den Funkhäusern in Dresden und Leipzig zusammengestellt. Einzelne regionale Beiträge kommen aus den Lokalstudios des Sachsen Funkpakets.

## Geschichte
Am 1. April 1993 ging Antenne Sachsen zum ersten Mal auf Sendung. Antenne Sachsen sendete sein „Adult Contemporary-Musikformat“ mit Schwerpunkt auf Oldies und hatte einen relativ hohen Wortanteil von 30 Prozent. Damit zielte der Sender auf das kaufkräftige Publikum zwischen 30 und 49 Jahren. Am 4. August 1998 wurde der Privatsender ohne Vorankündigung in Hit-Radio Antenne Sachsen umbenannt und erhielt ein neues Logo. Zudem wurde das bisherige „Schlager-/Oldie-Format“ aufgegeben. Etwa zeitgleich konnte man das Moderatoren-Duo Böttcher & Fischer für das umgestaltete Programm gewinnen und in der Folge einen leichten Hörerzuwachs verzeichnen.
In den folgenden Jahren verlor Hit-Radio Antenne Sachsen allerdings Hörerschaft. Verschiedene Programmumformungen wie Einführung des „Fifty-Fifty-Mix“ stoppten den Abwärtstrend zunächst nicht. 2004 übernahm ein neues Team mit Klaus Morell als neuer Geschäftsführer die Führung, Jürgen Kaul als neuer Programmdirektor folgte.
Am 12. Juli 2004 erfolgte ein Neustart und Hit-Radio Antenne Sachsen wurde durch Hitradio RTL – Wir sind Sachsen ersetzt.
Seit Oktober 2020 erfolgte eine Wiederbelebung von Antenne Sachsen, allerdings vorläufig nur im Webstream. Seit dem 3. April 2023 erfolgte der Start im DAB+ Netz. Damit ist Antenne Sachsen wieder in ganz Sachsen zu empfangen.

## Programmdirektoren
- Norbert Seuß (04/1994 – 07/2004)
- Hagen Ullrich (seit 10/2020)

## Programm
| Sendezeit           | Sendungsname                           | Moderatoren                           |
| ------------------- | -------------------------------------- | ------------------------------------- |
| 0600 Uhr - 1100 Uhr | Guten Morgen Sachsen                   | mit Mark Mathew                       |
| 1100 Uhr - 1500 Uhr | Der Antenne Sachsen Vormittag / Mittag | mit Lydia Ernst                       |
| 1500 Uhr - 1900 Uhr | Der Antenne Sachsen Nachmittag         | mit Daniel Pavel oder Stephan Bodinus |
| 1900 Uhr - 2200 Uhr | Der Antenne Sachsen Musik Feierabend   | Programm ohne Moderation              |
| 2200 Uhr - 0600 Uhr | Der Antenne Sachsen Nachtflug          | Programm ohne Moderation              |

| Sendezeit           | Sendungsname                           | Moderatoren                           |
| ------------------- | -------------------------------------- | ------------------------------------- |
| 0600 Uhr - 1100 Uhr | Guten Morgen Sachsen                   | mit Mark Mathew                       |
| 1100 Uhr - 1500 Uhr | Der Antenne Sachsen Vormittag / Mittag | mit Lydia Ernst                       |
| 1500 Uhr - 1800 Uhr | Der Antenne Sachsen Nachmittag         | mit Daniel Pavel oder Stephan Bodinus |
| 1800 Uhr - 1900 Uhr | Die Schlager der Woche                 | mit Bodo Heinze                       |
| 1900 Uhr - 0700 Uhr | Der Antenne Sachsen Nachtflug          | Programm ohne Moderation              |

| Sendezeit           | Sendungsname                  | Moderatoren              |
| ------------------- | ----------------------------- | ------------------------ |
| 0700 Uhr - 1900 Uhr | Schönes Wochenende            | verschiedene Moderatoren |
| 1900 Uhr - 2200 Uhr | Der Antenne Sachsen Party-Mix | Programm ohne Moderation |
| 2200 Uhr - 0700 Uhr | Der Antenne Sachsen Nachtflug | Programm ohne Moderation |

| Sendezeit           | Sendungsname                  | Moderatoren              |
| ------------------- | ----------------------------- | ------------------------ |
| 0700 Uhr - 1900 Uhr | Schönes Wochenende            | mit Michael Daub         |
| 1900 Uhr - 2200 Uhr | Musik-Nonstop                 | Programm ohne Moderation |
| 2200 Uhr - 0600 Uhr | Der Antenne Sachsen Nachtflug | Programm ohne Moderation |

## Mitarbeiter
Moderatoren
| - Mark Mathew - Lydia Ernst | - Daniel Pavel - Stephan Bodinus | - Michael Daub - Robert Drechsler | - Bodo Heinze - Matthias Zilch |

| Redaktionsleitung - Gunnar Tichy | Nachrichtenredaktion - Ingo Encke - Janis Müller - Michael Daub - Oliver Heinze | Kirchenredaktion - Maxi Konag - Michaela Stahl | Sportredaktion - Jens Umbreit |

Stationvoice
- Marcel Wentzke (10/2020 – 03/2023)
- Hans-Jörg Karrenbrock (seit 04/2023)

## Empfang
Das Programm von Antenne Sachsen ist wie folgt zu empfangen:
| Region   | DAB+         |
| -------- | ------------ |
| Dresden  | Kanal 7A     |
| Leipzig  | Kanal 10A    |
| Chemnitz | Kanal 8A, 5B |
| Freiberg | 10D          |

Als Livestream wird Antenne Sachsen weltweit im Internet übertragen.